# Knjige u 1958.
◄◄ | ◄ | 1955. | 1956. | 1957. | 1958.  | 1959. | 1960. | 1961. | ► | ►►
Arhitektura • Astronautika • Astronomija • Biologija • Film • Fotografija • Glazba • Kazalište • Kemija • Kiparstvo • Knjige • Književnost • Kršćanstvo • Meteorologija • Medicina • Planinarstvo • Politika • Pravo • Promet • Slikarstvo • Strip • Šport • Televizija • Znanost • Zrakoplovstvo • Željeznički promet
Knjige u 1958.

## Svijet
- Wai-wai, Nicholas Guppy. Izdavač: John Murray Publishers Ltd. ISBN 0719505801, ISBN 978-0719505805

## Vanjske poveznice
|  | Zajednički poslužitelj ima još gradiva o temi Knjige iz 1958. |